# Gunvor Wibroe
Gunvor Wibroe, née le 25 février 1972 à Randers (Danemark), est une femme politique danoise, membre de la Social-démocratie. Elle est membre du Folketing depuis 2023.

## Biographie
Gunvor Wibroe est diplômée en études religieuses à l'université d'Aarhus en 1997, puis en langues et litérature nordiques à l'université du Danemark du Sud en 2000. Après ses études, elle travaille pour Amnesty International de 2001 à 2009, année où elle devient conseillère de campagne pour la Social-démocratie. En 2012, elle devient responsable de campagne auprès de DanChurchAid. La même année, elle est bénévole pour la campagne de réélection de Barak Obama dans l'Ohio.
En novembre 2013, elle est élue conseillère municipale sociale-démocrate de Frederiksberg. Elle est réélue au conseil municipal en 2017 et en 2021,.
Elle est candidate aux élections législatives anticipées du 1er novembre 2022, mais ne parvient pas à remporter de siège, devenant seulement la première suppléante sociale-démocrate dans la circonscription de la banlieue de Copenhague. À ce titre, elle devient députée au Folketing le 2 novembre 2023 après la démission de Kasper Sand Kjær. Après son entrée au Parlement, elle devient la porte-parole du groupe parlementaire social-démocrate sur les questions de développement international, rôle qu'elle occupe jusqu'en septembre 2024, quand elle devient porte-parole sur les questions d'égalité. En avril 2025, elle devient également porte-parole pour le bénévolat, un poste alors nouvellement créé.